# Lorna (cantante)
Lorna Zarina Aponte (Ciudad de Panamá, 11 de mayo de 1983), más conocida como Lorna, es una cantante panameña de Reggae en español, Romantic Flow y Reguetón.

## Biografía
Comenzó a hacer presentaciones desde que tenía 13 años y su carrera profesional comenzó a la edad de 16. Tiene un hermano y tres hermanas. Su padre es de nacionalidad panameña. 
Está casada con James Marville, con quien tiene una hija llamada Isyss Brianna Marville Aponte. 
Es la representante femenina más conocida del Reggae en español panameño. A pesar de que sus canciones se han recopilado en numerosas antologías del llamado reguetón, algunos la consideran como la precursora del «reguetón» tal y como se le conoce ahora mismo, puesto que el reguetón en sí surgió mucho antes como reggae en español, pero con un significado mucho menos sexual.
Lorna se hizo muy famosa gracias a la canción "Papichulo... te traigo el mmmm", que la llevó a hacer giras en varios países de América y El Caribe y que se convirtió en la canción panameña más famosa de la historia a nivel mundial al colocarse en los primeros lugares de popularidad de numerosos países, entre ellos: México, Estados Unidos, y Canadá.
Sin embargo, a pesar de su popularidad, no es hasta el 2008 que publica un disco de larga duración, sus anteriores canciones más bien han sido pocas y siempre han sido incluidas en los discos de los productores panameños conocidos como El Chombo, Dj Crazy, Dj Chino, K4G entre otros. En el 2008 Lorna saca su primer disco llamado La mami chula, más sexy que nunca, tratándose de una temática y estilo musical que ha caracterizado a dicha artista, con ritmos bailables y letras candentes, pero esta vez, combinando distintos ritmos. Este nuevo disco se da a conocer por su nueva canción "Como bailas".
Participó en el programa Bailando por un Sueño Panamá 2008 como famosa, junto al soñador Edwin Rodríguez.
En el 2009, a mediados de octubre, Lorna saca su propio sello disquero llamado Valerie Music donde sacó su tema "Llueve", y ha reclutado a dos cantantes panameños, R-K y Big Ice.

En el año 2017 realiza una colaboración en el sencillo de Kiko Rivera - Sano juicio (Remix) ft. Lorna.

## Discografía
- Papichulo (2002).
- La mami chula (2008).
- Más sexy que nunca (2009).
- Llueve (2012).